# Đoàn Văn Hậu
Đoàn Văn Hậu (Hưng Hà, Thái Bình, 19 april 1999) is een Vietnamese voetballer die doorgaans speelt als linksback. In augustus 2019 verruilde hij zijn club Hanoi FC op huurbasis voor sc Heerenveen en werd daarbij de eerste Vietnamese speler in de Eredivisie.

## Clubcarrière

### Ha Noi F.C.
Op 25 januari 2017 debuteerde Đoàn op zeventienjarige leeftijd voor Hanoi FC in de Aziatische Champions League. Zijn competitiedebuut in de V.League 1 volgde op 24 juni 2017 tegen Hải Phòng FC.

### sc Heerenveen
Op de slotdag van de transfermarkt van het seizoen 2019/20 presenteerde sc Heerenveen Đoàn als nieuwe aanwinst. Technisch Manager Gerry Hamstra gaf tijdens de persconferentie aan dat de club gecharmeerd was van de jongeling, maar dat ze in eerste instantie niet aan de salariseisen voor hem konden voldoen. Van Hau moet als niet-EUspeler namelijk 150% van het gemiddelde Eredivisiesalaris verdienen. Heerenveen wist de transfer als nog rond te krijgen doordat de commerciële afdeling zakelijke deals met bedrijven in Vietnam wist te regelen.

## Clubstatistieken
| Seizoen     | Club          | Competitie  | Competitie | Competitie | Beker | Beker | Internationaal | Internationaal | Totaal | Totaal |
| Seizoen     | Club          | Competitie  | Wed.       | Dlp.       | Wed.  | Dlp.  | Wed.           | Dlp.           | Wed.   | Dlp.   |
| ----------- | ------------- | ----------- | ---------- | ---------- | ----- | ----- | -------------- | -------------- | ------ | ------ |
| 2017        | Hanoi FC      | V.League 1  | 11         | 1          | 0     | 0     | 1              | 0              | 13     | 1      |
| 2018        | Hanoi FC      | V.League 1  | 20         | 5          | 0     | 0     | 0              | 0              | 20     | 5      |
| 2019        | Hanoi FC      | V.League 1  | 21         | 0          | 1     | 0     | 11             | 0              | 33     | 0      |
| Club totaal | Club totaal   | Club totaal | 52         | 6          | 1     | 0     | 12             | 0              | 65     | 6      |
| 2019/20     | sc Heerenveen | Eredivisie  | 0          | 0          | 1     | 0     | —              | —              | 1      | 0      |
| Club totaal | Club totaal   | Club totaal | 0          | 0          | 1     | 0     | 0              | 0              | 1      | 0      |
| Totaal      | Totaal        | Totaal      | 52         | 6          | 2     | 0     | 12             | 0              | 66     | 6      |

Bijgewerkt op 17 december 2019.

## Interlandcarrière
Đoàn speelde in verschillende nationale jeugdteams van Vietnam. Op 5 september 2017 debuteerde de verdediger op 18-jarige leeftijd in het Nationale Elftal van Vietnam tijdens de kwalificatie wedstrijd voor het Aziatisch kampioenschap voetbal in de 1-2 gewonnen wedstrijd tegen Cambodja. Hij mocht bij zijn debuut meteen vanaf de start verschijnen en heeft de volledige wedstrijd gespeeld. Met zijn leeftijd van 18 jaar en 140 dagen is hij de op op een na jongste international ooit van Vietnam.

## Erelijst
club
| V.League 1           | 1x | 2018 |
| Vietnamese Super Cup | 1x | 2018 |

Nationaal Elftal
| Competitie                                                     |                  |                  |                  |                  |
| Competitie                                                     | Aantal           | Jaren            |                  |                  |
| Vietnam onder 19                                               | Vietnam onder 19 | Vietnam onder 19 | Vietnam onder 19 | Vietnam onder 19 |
| -------------------------------------------------------------- | ---------------- | ---------------- | ---------------- | ---------------- |
| derde plaats Zuidoost-Aziatisch kampioenschap voetbal onder 19 | 1x               | 2016             |                  |                  |
| Vietnam onder 23                                               |                  |                  |                  |                  |
| tweede plaats Aziatisch kampioenschap voetbal onder 22         | 1x               | 2018             |                  |                  |
| Vietnam                                                        |                  |                  |                  |                  |
| winnaar Zuidoost-Aziatisch kampioenschap voetbal               | 1x               | 2018             |                  |                  |

Persoonlijk
| Prijs                          | Aantal | Jaren       |
| ------------------------------ | ------ | ----------- |
| Nederland                      |        |             |
| AFF Jeugdspeler van het jaar   | 1x     | 2017        |
| Vietnamees talent van het jaar | 2x     | 2017 - 2018 |